# 菅正太郎
菅正太郎（日语：すが しょうたろう，1972年12月31日—2015年3月19日）日本編劇。大阪府出身。主要參與BONES與Production I.G的動畫製作較多。代表作有《DARKER THAN BLACK -黑之契约者-》《有顶天家族》等。

## 生平
1972年12月31日，菅正太郎出生于大阪。学生时代参与了独立电影制作与乐队等活动。
毕业后，菅正太郎曾在真人影视剧制作现场工作。1999年，凭借电视剧《夜逃屋本铺》剧本作为脚本家出道，之后又参与了大量动画作品的脚本与系列构成工作。
在《黑之契约者》第一季工作进行到后半部分时，制作人大薮芳广在未告知菅正太郎的情况下将其列为系列构成，该作也成为其担任系列构成的代表作之一。在《BLOOD最后的吸血鬼》的工作中与神山健治结识，之后也因此受邀参与了攻殼機動隊 STAND ALONE COMPLEX的脚本工作，此后更是在攻殼機動隊 S.A.C. 2nd GIG、精霊の守り人、東之伊甸中多次搭档。
2015年3月19日，菅正太郎去世。

## 作品

### 動畫
- 狂野歷險 Twilight Venom（日语：ワイルドアームズ トワイライトヴェノム）（1999年）
- 攻殼機動隊 STAND ALONE COMPLEX（2002年，脚本）
- L/R 王室近卫队（日语：L/R -Licensed by Royal-）（2003年）
- 攻殼機動隊 S.A.C. 2nd GIG（2004年）
- 交響詩篇（2005年，脚本）
- 血戰（2005年）
- 雙面騎士（2006年）
- DARKER THAN BLACK -黑之契約者-（2007年，系列构成）
- 惡魔獵人系列（2007年）
- 精霊の守り人（2007年）
- 女神異聞錄 ～三位一體之魂～（2008年）
- 東之伊甸（2009年）
- Battle Spirits 少年突破馬神（2009年）
- 鋼之鍊金術師 BROTHERHOOD（2009年）
- DARKER THAN BLACK -流星之雙子-（2009年）
- 小舞的魔法與家庭之日（日语：マイの魔法と家庭の日）（2011年）
- 輪迴的拉格朗日（2012年，系列构成）
- 輪迴的拉格朗日 鴨川的日子（2012年，系列构成）
- 輪迴的拉格朗日 season2（2012年，劇本統籌）
- 果然我的青春戀愛喜劇搞錯了。（2013年，系列构成）[3]
- 有頂天家族（2013年，系列构成）
- 世界征服 謀略之星（2014年）
- 一週的朋友（2014年，系列构成）
- 白銀的意志 ARGEVOLLEN（2014年）
- 七大罪（2014年，系列构成）[4]
- 果然我的青春戀愛喜劇搞錯了。續（2015年，系列构成）[5]
- Dimension W ～维度战记～（2016年，系列构成，中途去世）

### 遊戲
- 攻殼機動隊 STAND ALONE COMPLEX -狩人的領域-（日语：攻殻機動隊 STAND ALONE COMPLEX -狩人の領域-）（2005年）
- 生化危機：黑暗面編年史（2010年）
- 惡靈古堡6（2012年）

### 實寫電影
- CASSHERN（2004年）

### CG映画
- 生化危機：惡化（2008年）
- 生化危機：詛咒（2012年）

### 電視劇
- 夜逃屋本舖（日语：夜逃げ屋本舗）（1999年）
- 新夜逃屋本舖（日语：新・夜逃げ屋本舗）（2003年）

## 資料來源
1. 1 2 3  . www.anitama.cn.   [2019-03-31]. （原始内容存档于2020-05-13）.
2. 1 2  . www.anitama.cn.   [2019-03-31]. （原始内容存档于2020-05-13）.
3. ↑  .   [2014-02-04]. （原始内容存档于2021-02-25） （日语）.
4. ↑  .   [2014-02-04]. （原始内容存档于2014-08-08） （日语）.
5. ↑  .   [2015-04-10]. （原始内容存档于2018-09-03） （日语）.